# Rune Temte
Rune Temte (Solbergelva, 29 settembre 1969) è un attore e doppiatore norvegese.

## Biografia
Nato e cresciuto a Solbergelva, Rune Temte iniziò a giocare a calcio all'età di sette anni e a diciotto fu messo sotto contratto dalla Strømsgodset Idrettsforening, con cui giocò per cinque stagioni. Successivamente abbandonò lo sport per dedicarsi alla recitazione e studiò al Drama Studio London dal 1993 al 1994.
Attivo sul piccolo e grande schermo, in patria è noto soprattutto per aver prestato la voce in numerosi doppiaggi norvegesi di film d'animazione. Ha doppiato, tra gli altri, i ruoli della Bestia ne La bella e la bestia del 1991 e del 2017, di Yao in Mulan e Tug in Koda, fratello orso.
Temte è sposato con la stilista Thea Glimsdal, da cui ha avuto un figlio.

## Filmografia

### Cinema
- Eddie the Eagle - Il coraggio della follia (Eddie the Eagle), regia di Dexter Fletcher (2016)
- Heavy Trip (Hevi Reissu), regia di Jukka Vidgren e Juuso Laatio (2018)
- Captain Marvel, regia di Anna Boden e Ryan Fleck (2019)
- Un bambino chiamato Natale (A Boy Called Christmas), regia di Gil Kenan (2021)
- Blasted - In due contro gli alieni (Blasted) regia di Martin Sofiedal (2022)
- Little Siberia, regia di Dome Karukoski (2025)

### Televisione
- Tatort - serie TV, 1 episodio (2014)
- Lilyhammer - serie TV, 1 episodio (2014)
- The Last Kingdom - serie TV, 4 episodi (2015)
- Fortitude - serie TV, 10 episodio (2017-2018)
- The Swarm - Il quinto giorno – serie TV (2023)

### Doppiaggio
- La bella e la bestia (Beauty and the Beast), regia di Gary Trousdale e Kirk Wise (1991)
- A Bug's Life - Megaminimondo (A Bug's Life), regia do John Lasseter e Andrew Stanton (1998)
- Mulan, regia di Tony Bancroft e Barry Cook (1998)
- Koda, fratello orso (Brother Bear), regia di Aaron Blaise (2003)
- Mucche alla riscossa (Home on the Range), regia di Will Finn e John Sanford (2014)
- Mulan II, regia di Darrell Rooney e Lynne Southerland - film TV (2004)
- Koda, fratello orso 2 (Brother Bear 2), regia di Ben Gluck (2016)
- La bella e la bestia (Beauty and the Beast), regia di Bill Condon (2017)

## Doppiatori italiani
Nelle versioni in italiano delle opere in cui ha recitato, Rune Temite è stato doppiato da:
- Roberto Chevalier in Eddie the Eagle - Il coraggio della follia[5]
- Davide Marzi in Captain Marvel[6]
- Pasquale Anselmo ne Un bambino chiamato Natale[7]
- Simone Leonardi in Little Siberia